# Sanlun zong
Sanlun zong (chinesisch 三論宗, Pinyin Sānlùn zōng, W.-G. San-lun tsung) war eine chinesische Form der Philosophenschule der Madhyamaka des Mahayana-Buddhismus. Sie wurde unter der Herrschaft Kaiser Jin Andis in der späten Östlichen Jin-Dynastie in das Kaiserreich China eingeführt. Der Name der Schule geht zurück auf ihre kanonischen Schriften, die sogenannten drei Erörterungen (三論,  Sānlùn,  San-lun), die Grundtexte des indischen Madhyamaka. Diese sind das Madhyamaka-śāstra (中論,  Zhōnglùn,  Chung-lun) und das Dvādaśanikāya-śāstra (十二門論,  Shíèr mén lùn,  Shih-erh-wen lun) von Nagarjuna und das Śata-śāstra (百論,  Bǎi lùn,  Pai lun) von Nagarjunas Schüler Aryadeva.
Ein wichtiger früher Vertreter der Sanlun zong war der Mönch Jizang (549–623; 吉蔵/吉藏,  Jízàng,  Chi-tsang), der gemeinhin auch als ihr eigentlicher Begründer gilt und Autor der bedeutenden Schrift Sanlun xuanyi (三論玄義,  Sānlùn xuányì,  San-lun hsüan-i – „Tiefgründige Bedeutung der drei Erörterungen“) war. Jizang bezieht sich in seiner Auslegung der Sanlun zong rückwirkend-affirmativ auf den chinesischen Mönch Sengzhao (378–413; 僧肇,  Sēngzhào,  Seng-chao), einen frühen Theoretiker der drei Erörterungen.
Nach dem Ableben Jizangs und im Zuge des Entstehens anderer, ebenfalls stark am Madhyamaka ausgerichteter, chinesischer Schulen des Buddhismus wie der Tiantai zong und der Huayan zong im 6. und 7. Jahrhundert verlor die Sanlun zong mehr und mehr an aktiven Vertretern.
Als Samnon jong (삼론종) wurde die Schule in die drei Reiche von Korea und schließlich im 7. Jahrhundert als Sanron-shū nach Japan gebracht.